# Côte d'Ivoire aux Jeux paralympiques d'été de 2020
La Côte d'Ivoire a participé aux Jeux paralympiques d'été de 2020 à Tokyo, au Japon, du 24 août au 5 septembre 2021. Il s'agissait de sa 7e participation consécutive aux Jeux paralympiques d'été depuis 1996. Elle n'a remporté aucune médaille.

## Nombre d’athlètes qualifiés par sport
Voici la liste du nombre d'athlètes ivoiriens participant aux Jeux :
| sport        | Hommes | Femmes | Total |
| ------------ | ------ | ------ | ----- |
| Athlétisme   | 1      | 1      | 2     |
| Dynamophilie | 1      | 0      | 1     |
| Total        | 2      | 1      | 3     |

## Résultats

### Athlétisme

#### Hommes
| Athlète       | Événement             | Final    | Final |
| Athlète       | Événement             | Résultat | Rang  |
| ------------- | --------------------- | -------- | ----- |
| Kah Michel Ye | Lancer du javelot F41 |          |       |
| Kah Michel Ye | Lancer du poids F41   | 10,15 m  | 7e    |

#### Femmes
| Athlète              | Événement           | Final    | Final |
| Athlète              | Événement           | Résultat | Rang  |
| -------------------- | ------------------- | -------- | ----- |
| Sébéhé Clarisse Lago | Lancer du poids F40 |          |       |

### Dynamophilie
| Athlète        | Événement      | Corps poids (kg) | Tentatives (kg) | Tentatives (kg) | Tentatives (kg) | Tentatives (kg) | Résultat (kg) | Rang |
| Athlète        | Événement      | Corps poids (kg) | 0 1 0           | 0 2 0           | 0 3 0           | 0 4 0           | Résultat (kg) | Rang |
| -------------- | -------------- | ---------------- | --------------- | --------------- | --------------- | --------------- | ------------- | ---- |
| Ano Adou Hervé | Hommes - 65 kg | 63,79            | 150             | 150             | 160             | –               | 160           | 5e   |